# Shamrock Bowl Conference 2018
La Shamrock Bowl Conference 2018 è stata la 32ª edizione del campionato irlandese di football americano di primo livello, organizzato dalla IAFL.

## Squadre partecipanti
| Club                      | Città    | Stadio | Sponsor ufficiale | Risultato nella stagione 2017 |
| ------------------------- | -------- | ------ | ----------------- | ----------------------------- |
| Belfast Knights           | Belfast  |        |                   |                               |
| Belfast Trojans           | Belfast  |        |                   |                               |
| Cork Admirals             | Cork     |        |                   |                               |
| Dublin Rebels             | Dublino  |        |                   |                               |
| Louth Mavericks           | Dundalk  |        |                   |                               |
| South Dublin Panthers     | Lucan    |        |                   |                               |
| Trinity College           | Dublino  |        |                   |                               |
| University College Dublin | Dublino  |        |                   |                               |
| UL Vikings                | Limerick |        |                   |                               |

## Stagione regolare

### Calendario

#### 1ª giornata
| Garraunykee 11 marzo 2018, ore 13:00 | UL Vikings | 0 – 20 referto | Dublin Rebels | UL Bohemians Rugby Club |

| Belfield 11 marzo 2018, ore 13:00 | University College Dublin | 16 – 11 referto | Trinity College | UCD Bowl |

#### 2ª giornata
| Belfield 25 marzo 2018, ore 13:00 | University College Dublin | 42 – 41 referto | Belfast Knights | UCD Bowl |

| Cork 25 marzo 2018, ore 13:00 | Cork Admirals | 35 – 3 referto | UL Vikings | Presentation Brothers College Sports Grounds |

| Santry 25 marzo 2018, ore 13:00 | Trinity College | 35 – 6 referto | Louth Mavericks | Trinity Sports Grounds |

#### 3ª giornata
| Santry 8 aprile 2018, ore 14:00 | Trinity College | 14 – 30 referto | Belfast Trojans | Trinity Sports Grounds |

| Dundalk 8 aprile 2018, ore 14:00 | Louth Mavericks | 7 – 36 referto | University College Dublin | Dundalk RFC |

#### 4ª giornata
| Deanestown 15 aprile 2018, ore 14:00 | South Dublin Panthers | 0 – 3 referto | Belfast Knights | National Sports Campus |

| Limerick 15 aprile 2018, ore 14:00 | UL Vikings | 3 – 16 referto | Belfast Trojans | UL Sports Grounds |

| Santry 15 aprile 2018, ore 14:00 | Dublin Rebels | 14 – 13 referto | Cork Admirals | Sportslink |

#### 5ª giornata
| Belfast 22 aprile 2018, ore 14:00 | Belfast Knights | 67 – 6 referto | Louth Mavericks | Shaw's Bridge Sports Association |

| Santry 22 aprile 2018, ore 14:00 | Dublin Rebels | 30 – 0 (a tavolino) referto | Trinity College | Sportslink |

| Limerick 22 aprile 2018, ore 14:00 | UL Vikings | 27 – 0 referto | South Dublin Panthers | UL Sports Grounds |

#### 6ª giornata
| Belfast 29 aprile 2018, ore 14:00 | Belfast Trojans | 33 – 37 referto | University College Dublin | Deramore Park |

| Cork 29 aprile 2018, ore 14:00 | Cork Admirals | 21 – 16 referto | Dublin Rebels | Presentation Brothers College Sports Grounds |

#### 7ª giornata
| Dundalk 6 maggio 2018, ore 14:00 | Louth Mavericks | 3 – 15 referto | South Dublin Panthers | Dundalk RFC |

#### 8ª giornata
| Belfast 12 maggio 2018, ore 15:00 | Belfast Trojans | 7 – 27 referto | Belfast Knights | Deramore Park |

| Dundalk 13 maggio 2018, ore 14:00 | Louth Mavericks | 0 – 28 referto | Cork Admirals | Dundalk RFC |

#### 9ª giornata
| Belfast 20 maggio 2018, ore 14:00 | Belfast Trojans | 48 – 0 referto | South Dublin Panthers | Deramore Park |

#### 10ª giornata
| Belfast 27 maggio 2018, ore 14:00 | Belfast Knights | 29 – 7 referto | Trinity College | Shaw's Bridge Sports Association |

| Deanestown 27 maggio 2018, ore 14:00 | South Dublin Panthers | 0 – 14 referto | Cork Admirals | National Sports Campus |

| Belfield 27 maggio 2018, ore 14:00 | University College Dublin | 21 – 12 referto | UL Vikings | UCD Bowl |

#### 11ª giornata
| Belfast 10 giugno 2018, ore 14:00 | Belfast Knights | 37 – 0 referto | UL Vikings | Shaw's Bridge Sports Association |

| Belfast 10 giugno 2018, ore 14:00 | Belfast Trojans | 21 – 14 referto | Dublin Rebels | Deramore Park |

| Santry 10 giugno 2018, ore 14:00 | Trinity College | 0 – 30 referto | Cork Admirals | Trinity Sports Grounds |

| Belfield 10 giugno 2018, ore 14:00 | University College Dublin | 50 – 7 referto | Louth Mavericks | UCD Bowl |

#### 12ª giornata
| Santry 24 giugno 2018, ore 14:00 | Dublin Rebels | 12 – 9 referto | Belfast Knights | Sportslink |

| Dundalk 24 giugno 2018, ore 14:00 | Louth Mavericks | 20 – 37 referto | Belfast Trojans | Dundalk RFC |

| Limerick 24 giugno 2018, ore 14:00 | UL Vikings | 30 – 0 (a tavolino) referto | Trinity College | UL Sports Grounds |

#### 13ª giornata
| Cork 1º luglio 2018, ore 14:00 | Cork Admirals | 9 – 20 referto | South Dublin Panthers | CIT Stadium |

| Santry 1º luglio 2018, ore 14:00 | Trinity College | 0 – 30 referto | University College Dublin | Trinity Sports Grounds |

#### 14ª giornata
| Belfast 7 luglio 2018, ore 15:00 | Belfast Knights | 0 – 25 referto | Belfast Trojans | Shaw's Bridge Sports Association |

| Lucan 7 luglio 2018, ore 20:00 | South Dublin Panthers | 32 – 0 referto | Louth Mavericks | Westmanstown Sports and Conference Centre |

| Cork 8 luglio 2018, ore 14:00 | Cork Admirals | 3 – 21 referto | University College Dublin | CIT Stadium |

| Santry 8 luglio 2018, ore 14:00 | Dublin Rebels | 54 – 0 referto | UL Vikings | Sportslink |

#### Recuperi 1
| Deanestown 15 luglio 2018, ore 14:00 | South Dublin Panthers | 0 – 46 referto | Dublin Rebels | National Sports Campus |

### Classifiche
Le classifiche della regular season sono le seguenti.
- PCT = percentuale di vittorie, G = partite giocate, V = partite vinte,  P = partite perse, PF = punti fatti, PS = punti subiti

#### SBC North
| Pos. | Squadra                   | PCT   | G | V | N | P | PF  | PS  |
| ---- | ------------------------- | ----- | - | - | - | - | --- | --- |
| 1    | University College Dublin | 1.000 | 8 | 8 | 0 | 0 | 253 | 114 |
| 2    | Belfast Trojans           | .750  | 8 | 6 | 0 | 2 | 217 | 115 |
| 3    | Belfast Knights           | .625  | 8 | 5 | 0 | 3 | 216 | 99  |
| 4    | Trinity College           | .125  | 8 | 1 | 0 | 7 | 67  | 201 |
| 5    | Louth Mavericks           | .000  | 8 | 0 | 0 | 8 | 49  | 300 |

#### SBC South
| Pos. | Squadra               | PCT  | G | V | N | P | PF  | PS  |
| ---- | --------------------- | ---- | - | - | - | - | --- | --- |
| 1    | Dublin Rebels         | .750 | 8 | 6 | 0 | 2 | 206 | 64  |
| 2    | Cork Admirals         | .625 | 8 | 5 | 0 | 3 | 153 | 74  |
| 3    | South Dublin Panthers | .375 | 8 | 3 | 0 | 5 | 67  | 150 |
| 4    | UL Vikings            | .250 | 8 | 2 | 0 | 6 | 75  | 183 |

## Playoff

### Tabellone
|  | Wild Card | Wild Card             | Wild Card                 |                 |               | Semifinali    | Semifinali    | Semifinali |  |  | XXXII Shamrock Bowl | XXXII Shamrock Bowl | XXXII Shamrock Bowl |  |
|  |           |                       |                           |                 |               |               |               |            |  |  |                     |                     |                     |  |
|  |           |                       |                           |                 |               | 1S            | Dublin Rebels | 30         |  |  |                     |                     |                     |  |
|  |           |                       |                           |                 |               | 1S            | Dublin Rebels | 30         |  |  |                     |                     |                     |  |
|  |           |                       |                           | Belfast Trojans | 26            |               |               |            |  |  |                     |                     |                     |  |
|  | 2N        | Belfast Trojans       | 59                        | Belfast Trojans | 26            |               |               |            |  |  |                     |                     |                     |  |
|  | 2N        | Belfast Trojans       | 59                        |                 |               |               |               |            |  |  |                     |                     |                     |  |
|  | 3N        | Belfast Knights       | 13                        |                 |               |               |               |            |  |  |                     |                     |                     |  |
|  | 3N        | Belfast Knights       | 13                        |                 | Dublin Rebels | Dublin Rebels | 16            |            |  |  |                     |                     |                     |  |
|  |           |                       |                           |                 |               |               |               |            |  |  |                     |                     |                     |  |
|  |           |                       | Cork Admirals             | Cork Admirals   | 18            |               |               |            |  |  |                     |                     |                     |  |
|  |           |                       |                           | Cork Admirals   | 18            |               |               |            |  |  |                     |                     |                     |  |
|  |           |                       |                           |                 |               |               |               |            |  |  |                     |                     |                     |  |
|  |           |                       |                           |                 |               |               |               |            |  |  |                     |                     |                     |  |
|  |           | 1N                    | University College Dublin | 13              |               |               |               |            |  |  |                     |                     |                     |  |
|  |           |                       |                           | 13              |               |               |               |            |  |  |                     |                     |                     |  |
|  |           |                       |                           | Cork Admirals   | 14            |               |               |            |  |  |                     |                     |                     |  |
|  | 2S        | Cork Admirals         | 31                        | Cork Admirals   | 14            |               |               |            |  |  |                     |                     |                     |  |
|  | 2S        | Cork Admirals         | 31                        |                 |               |               |               |            |  |  |                     |                     |                     |  |
|  | 3S        | South Dublin Panthers | 24                        |                 |               |               |               |            |  |  |                     |                     |                     |  |

### Wild Card
| 22 luglio 2018 | Cork Admirals | 31 – 24 referto | South Dublin Panthers |  |

| Belfast 22 luglio 2018 | Belfast Trojans | 59 – 13 referto | Belfast Knights | Deramore Park |

### Semifinali
| Santry 5 agosto 2018, ore 14:00 | Dublin Rebels | 30 – 26 referto | Belfast Trojans | Sportslink |

| Belfield 5 agosto 2018, ore 14:00 | University College Dublin | 13 – 14 referto | Cork Admirals | UCD Bowl |

### XXXII Shamrock Bowl
| 19 agosto 2018 | Cork Admirals | 18 – 16 referto | Dublin Rebels |  |

## Verdetti
- Cork Admirals Campioni dell'Irlanda 2018